# Септа Юлия
Септа Юлия (на латински: Saepta Iulia) е обществена сграда, построена през 1 век пр.н.е. и свързана с провеждането на избори в античен Рим.

## История
Първоначално пространството на септата вероятно е било част от Вила Публика и е представлявало мястото, където са събирали да гласуват трибутните комиции. Капацитетът му от ранни републикански времена е позволявал да се събират около 70000 гласуващи, които били разделени на 35 триби. Всяка триба от своя страна била физически отделена от другите посредством заграждения наричани на латински saepta, от където произлиза и името на сградата. Друго популярно наименование било ovile или ovilia, защото наподобявала кошара за овце.
През 54 г. пр.н.е. Гай Юлий Цезар замисля преустройване на септата, вероятно за да остави своя отпечатък върху Марсово поле в пряко съревнование с Помпей и изградения от него театър. Според писмо написано от Цицерон до приятеля му Атик е планирано сградата да бъде изградена от мрамор и да има портик с дължина от една миля. Самата архитектурна форма на квадропортика, каквато е била предвидена да се използва, е популяризирана от Цезар.
Строителството на септата не е завършено до смъртта на диктатора. След убийството му проекта е финансиран като подарък за гражданите на Рим от Марк Емилий Лепид, който е негов привърженик и впоследствие се съюзява с Октавиан, но той също не успява да завърши започнатото. Марк Випсаний Агрипа последен се натоварва и успешно довежда докрай изграждането на мащабната сграда. Септа Юлия е официално открита през 26 г. пр.н.е. и е кръстена така в чест на Август и Юлиевия род.
Сградата изпълнява най-разнообразни функции в продължение на десетилетия, но през 80 г. голям пожар разразил се на Марсово поле поврежда тежко. Популярността и местоположението на сграда вероятно стават причина тя да бъде бързо възстановена от император Домициан. Няколко десетилетия по-късно нова реставрация е извършена от Адриан. Сградата е изобразена на северовият мраморен план на Рим и се споменава през 3-4 век, но не и през Средновековието.

## Описание
Септа Юлия заема пространство разположено на изток от Пантеона и Термите на Агрипа, където могат да се видят останките от на една от стените ѝ, на запад от храма на Изида и Серапис и на север от Дирибитория.
В завършения си вид Септа Юлия има обща дължина по периметъра си наполовината на това, което Цезар първоначално е планирал. Въпреки това със своите размери от 310 на 120 метра и разгърната площ над 37 000 кв. м. сградата остава една от най-впечатляващите. Според Дион Касий портици са обхващали и четирите ѝ страни. Според други данни това важи само за западната и източната страна, докато южната е долепена към Дирибитория чрез широк коридор без колони, а северната има преддверие, отделено от вътрешността посредством стена с осем входа, през които са влизали гласоподавателите. Сградата е била богато украсена с произведения на изкуството, изложени предимно в нейните портици, сред по-известните от които са статуи на Пан с Олимп и Хирон с Ахил от неизвестни скулптори, но толкова значими, че според Плиний Стари пазачите им са отговаряли за тях с цената на живота си.

### Портик на Аргонавтите
Портикът на Аргонавтите е бил на западната страна и имал дължина от 310 метра. Името си той дължи на картина, изобразяваща мита за Язон и аргонавтите, поставена там от Агрипа. Сведенията от епиграмите на поета Марциал говорят, че портикът е бил бързо възстановен след пожара от 80 г. и е бил предпочитано място за разходки и пазаруване на луксозни стоки. От останките, запазени в непосредствена близост до Пантеона, се вижда, че в изграждането на западната стена на портика е бил използван бетон, облицован с тухли, на свой ред покрити с мрамор, а на равномерни интервали са разположени правоъгълни ниши, вероятно украсени със статуи.

### Портик на Мелеагър
От източната страна на Септа Юлия е бил Портикът на Мелеагър, който се вижда във фрагменти от Северовият мраморен план и регионални каталози от 4 век. Подобно на срещуположния му портик, името на този вероятно произлиза от изложено в него произведение на изкуството (картина или статуя), посветено на аргонавта Мелеагър.

## Функции
Първоначално основното предназначение на сградата било да осигури просторно място, където да се подават гласовете при избори. В допълнение към нея, от южната ѝ страна, Агрипа започнал строеж на т.нар. Дирибиторий, в който да се извършвало преброяването на подадените гласове.
Изградена по време, когато републиканската форма на управление е заменена с тази на принципата, с течение на времето Септа Юлия все по-рядко била използвана по първоначалното си предназначение като място за провеждане на избори. Големият размер и възможността временните прегради, използвани по време на гласуване, да бъдат премахвани позволило сградата да бъде използвана и като арена. През 12 г. пр.н.е. Август почел починалия Агрипа с провеждането на погребални игри, включващи гладиаторски битки в септата, а десетина години по-късно направил същото по случай освещаването на Храма на Марс Отмъстител. През 9 г. завърналият се с победа от Панония и Илирия Тиберий е посрещнат от императора и заведен в септата, където в присъствието на консулите и сенаторите е представен на събралите се граждани от специално изградена за целта трибуна.
Калигула използвал септата за гладиаторски битки, при които участвали двойки от най-добрите боксьори на Африка и Кампания. Същото правил и Клавдий по време на ежегодните чествания на годишнината от обявяването му за император, а Нерон провеждал гимнастически състезания в гръцки стил. По времето на Домициан сградата е популярно място за срещи и базар.

## Галерия
- Останки от Септа Юлия до Пантеона
- Останки от Портика на Аргонавтите
- Останки от частично запазената стена